# Chamaebryum pottioides
Chamaebryum pottioides är en bladmossart som beskrevs av Thériot och Hugh Neville Dixon 1922. Chamaebryum pottioides ingår i släktet Chamaebryum och familjen Gigaspermaceae. Inga underarter finns listade i Catalogue of Life.